# Estonská osvobozenecká válka
Estonská osvobozenecká válka, příp. Estonská válka za nezávislost (estonsky Vabadussõda) byla válka, v níž nově vzniklá Estonská republika v letech 1918–1920 bránila svou samostatnost proti vojskům sovětského Ruska, baltoněmecké Zeměbrany a některým pravidelným německým vojenským jednotkám.

## Průběh války

### Vyhlášení estonské samostatnosti
Po skončení Severní války a uzavření smlouvy v Nystadu roku 1721 se Estonsko stalo součástí Ruského impéria. Postupný růst kulturního a politického sebevědomí Estonců během následujícího období národního obrození vedl vůdčí osobnosti estonského národního života k formulaci programu, který požadoval vyhlášení samostatného estonského státu. Po Únorové revoluci v Rusku bylo dosud administrativně rozdělené estonské území sjednoceno do samosprávné gubernie, řízené ve vnitřních záležitostech zemským sněmem.
Po Říjnové revoluci a zhroucení dosavadní ruské moci bolševická vláda rozhodla dne 26. listopadu 1917 o rozpuštění estonského zemského sněmu. V reakci na to se zemský sněm 28. listopadu 1917 prohlásil za nejvyšší a suverénní zákonodárný orgán na estonském území do doby, než bude zvoleno nové zákonodárné shromáždění. Bolševici ale jako odpověď rozehnali zemský sněm násilím a přislíbili volby na počátek roku 1918. Avšak poté, co v těchto volbách jasně zvítězili zastánci estonské samostatnosti, byly výsledky voleb bolševickou vládou anulovány.
Členové rozehnaného zemského sněmu a další politicky angažovaní Estonci v ilegalitě dále připravovali kroky k vyhlášení estonské suverenity. Dne 18. února 1918 zahájilo císařské Německo novou ofenzívu proti Rusku, ustanovil zemský sněm 19. února tříčlenný „Záchranný výbor“, který měl jako výkonný orgán sněmu za úkol připravit a vyhlásit samostatnost. Když 24. února ruská vojska na ústupu před postupující německou armádou opustila Tallinn, ustavil Záchranný výbor prozatímní vládu a vydal deklaraci o vzniku nezávislé Estonské republiky. Už 25. února však do Tallinnu vstoupila německá vojska a německé velení anulovalo deklaraci a prohlásilo aktivity směřující k samostatnosti Estonska za nezákonné. Uzavřením brestlitevské mírové smlouvy 3. března byla Německu potvrzena vojenská přítomnost v Pobaltí. Estonská prozatímní vláda ale byla během května 1918 uznána Británií, Francií a Itálií za legitimní vládu nezávislého Estonska.
Proti vývoji k suverénnímu estonskému státu se postavila též vládnoucí baltoněmecká vrstva. Zástupci baltských Němců Estonska a Livonska vyhlásili 12. dubna samostatný Baltský stát a následně jeho personální unii s Pruským královstvím. Německo zpočátku na tento vývoj oficiálně nereagovalo, teprve 12. září uznalo suverenitu Baltského státu, ale zůstalo v tomto aktu osamoceno. Pod dojmem pro Německo nepříznivého válečného vývoje se zástupci Baltského státu shodli na spojení s obdobným státním útvarem, Vévodstvím Kuronsko a Zemgalsko, a 5. listopadu 1918 vyhlásili Spojené baltské vévodství s hlavním městem Rigou.

### Sovětský útok
Když 11. listopadu uznalo Německo svou porážku v 1. světové válce podepsáním příměří v Compiègne, přestalo platit mezinárodní pověření Německa ke správě baltských zemí. Německé jednotky se tak začaly stahovat z Pobaltí. Sovětská vláda dostala možnost znovu získat kontrolu nad pobaltskými zeměmi a zahájila proto 13. listopadu 1918 rozsáhlou ofenzívu do Pobaltí. V jejím počátku dne 28. listopadu 1918 vkročila sovětská armáda na estonské území a zaútočila na Narvu. Tento okamžik se zpravidla počítá za faktický začátek estonské osvobozenecké války.
Estonské branné síly teprve vznikaly. První sovětský útok byl veden dvěma plně vyzbrojenými divizemi o celkové síle 12 000 mužů, proti nimž stálo jen 2 000 estonských vojáků s pouze lehkou výzbrojí. Estonská armáda proto v prvním měsíci války ustupovala a jen drobnými akcemi brzdila postup nepřítele. Hned druhý den války, 29. listopadu, padly do sovětských rukou Narva a Narva-Jõesuu, a v následujících týdnech pak celé východní a jihovýchodní Estonsko. Počátkem ledna 1919 byla frontová linie vzdálena pouhých 34 km od Tallinnu.

### Laidonerova protiofenzíva

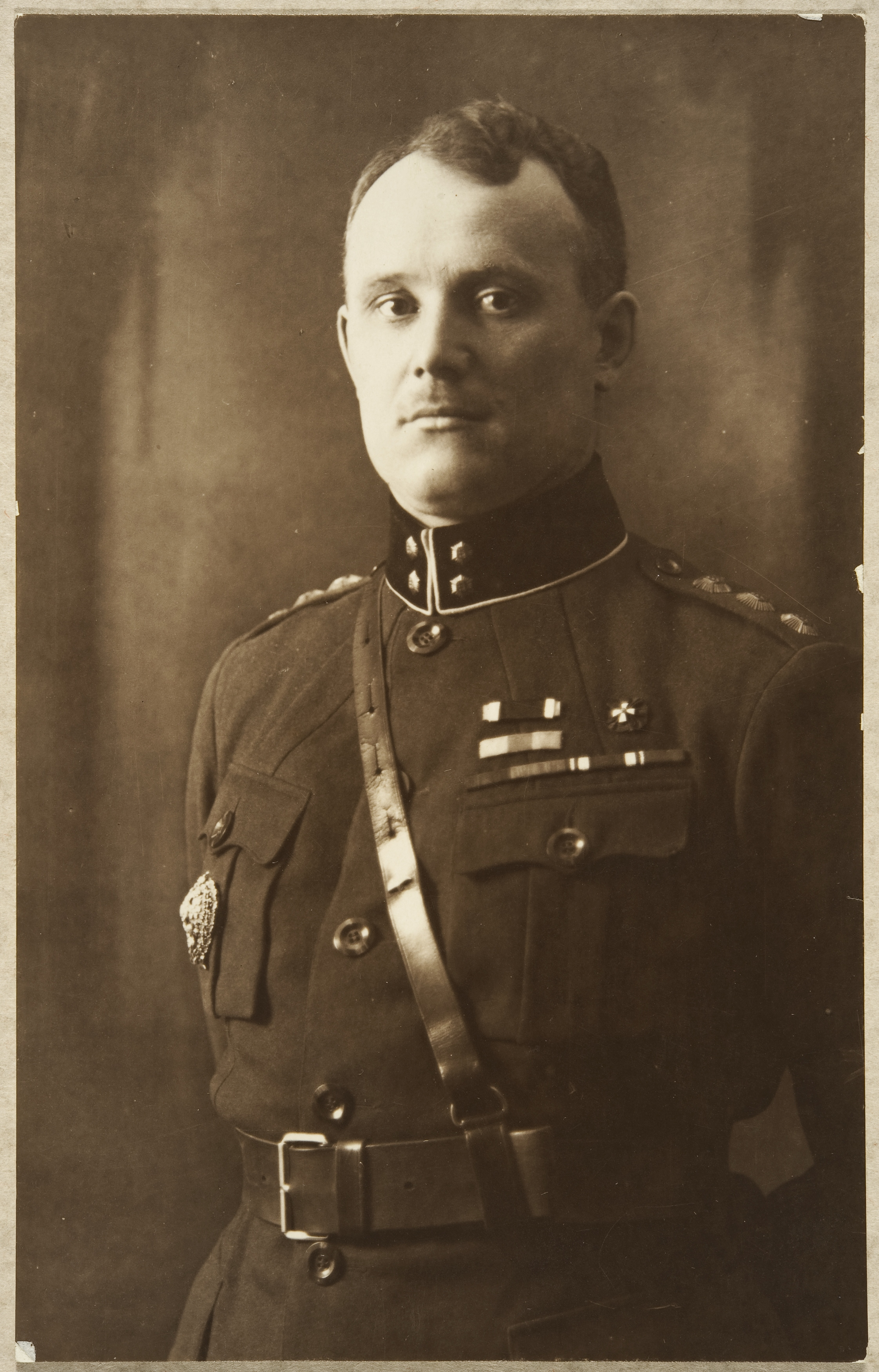
Generál Johan Laidoner v roce 1920

23. prosince 1918 byl vrchním velitelem estonských ozbrojených sil jmenován generál Johan Laidoner, který od estonské vlády obdržel zvláštní pravomoci k provedení všeobecné mobilizace a válečných rekvizic. K 5. lednu 1919 dosáhla estonská armáda síly 14 000 mužů. Ještě v prosinci dorazila Estoncům na pomoc eskadra britských lehkých křižníků, které převzaly ochranu estonského pobřeží před sovětským loďstvem a estonským obráncům Tallinnu předaly několik dodávek zbraní.
4. ledna 1919 se Laidonerovi podařilo v bitvě u Kehry prolomit postupující frontu a zastavit bolševický postup. 6. ledna zahájily estonské ozbrojené síly protiofenzívu. Síla estonské armády přitom průběžně narůstala o nové odvedence z postupně osvobozovaného území, o žákovské[zdroj?] dobrovolnické sbory a o ukořistěnou techniku. Během dalších bojů posílilo estonskou stranu přibližně 3 500 dobrovolníků z Finska, několik set dobrovolníků ze Švédska a Dánska, a bělogvardějský Severní armádní sbor o síle 3 000 mužů, který byl zprvu začleněn přímo do estonské armády. 24. února 1919 předstoupil generál Laidoner před estonský zemský sněm s oznámením, že estonské území bylo očištěno od nepřátel. Na 6 000 rudoarmějců bylo zajato, estonská armáda ukořistila 40 děl a další vojenskou techniku.
Úspěch Laidonerovy ofenzívy přiměl sovětské velení, aby 22. února zastavila operace v Lotyšsku, Litvě a Bělorusku. Z celkem 285 000 sovětských vojáků operujících na západní frontě bylo 80 000 převeleno do nového útoku proti Estonsku. Od března do května se Rudá armáda pokoušela marně prolomit Estonskou obranu. Výsledkem bylo, že díky oslabené sovětské prezenci v Lotyšsku a Litvě se litevské osvobozenecké armádě podařilo 23. dubna osvobodit Vilno a Baltská zeměbrana s několika lotyšskými oddíly 22. května obsadila Rigu. Estonské ozbrojené síly mezitím dokončily mobilizaci a dosáhly síly 74 500 mužů.
12. května přešly estonské síly z obrany do nového protiútoku a 25. května obsadily Pskov. V červnu generál Laidoner vyčlenil z estonské armády bělogvardějce jako samostatnou Severozápadní armádu a předal jejich velení bělogvardějskému generálovi Nikolaji Judeničovi, který následně s podporou estonských jednotek a britského námořnictva zahájil ofenzívu na Petrohrad. Koncem září Severozápadní armáda postoupila až na předměstí Petrohradu. V této situaci do města přijel osobně Lev Trockij, znovuzorganizoval rozpadající se sovětské jednotky a zastavil bělogvardějský útok.

### Boj proti Zeměbraně
Zatímco na východě estonská armáda podporovala Judeničovu ofenzívu, na jihu spolupracovala s formujícími se lotyšskými ozbrojenými silami. Když se po Laidonerově protiofenzívě sovětská vojska byla nucena stáhnout z většiny lotyšského území, stala se hlavním protivníkem estonských jednotek Baltská zeměbrana, od listopadu 1918 formovaná armáda Spojeného baltského vévodství. Vedením Zeměbrany byl pověřen generál Rüdiger von der Goltz, velitel německých říšských jednotek, setrvavších i po porážce Německa na pobaltském území, takzvané Železné brigády. Železná brigáda od té doby de facto vystupovala jako součást Zeměbrany.
Zeměbrana se do válečných dějů vložila už při sovětské ofenzívě na sklonku roku 1918, kdy bránila estonským a lotyšským jednotkám zaujmout obranné pozice proti postupující Rudé armádě. Již počátkem roku 1919 si ale i velení Zeměbrany uvědomilo rozsah sovětské hrozby, a Zeměbrana se začala zapojovat do bojů proti Rudé armádě. Zároveň však postupně obsazovala území, které bylo podřízeno lotyšské prozatímní vládě Kārlise Ulmanise.
Lotyšská prozatímní vláda se již v lednu roku 1919 obrátila na estonskou vládu s žádostí o pomoc v boji za lotyšskou nezávislost. Od února probíhal v Estonsku výcvik lotyšských vojáků, 31. března 1919 byla zformována lotyšská brigáda o síle 9 800 mužů, jejímž velitelem se stal plukovník Jorģis Zemitāns. Když pak Zeměbrana 22. května 1919 obsadila Rigu a pokračovala v postupu na sever proti estonským pozicím v severním Lotyšsku, zahájily 24. května spojené estonsko-lotyšské síly postup na jih. Rozhodujícím střetnutím se stala bitva o Cēsis ve dnech 19.–23. června 1919, v níž Zeměbrana utrpěla rozhodující porážku. Další postup estonských a lotyšských jednotek pak vytlačil Zeměbranu z velké části lotyšského území a umožnil uzavření příměří 3. července.

### Druhý sovětský útok
Poté, co se během října 1919 Trockému podařilo zastavit bělogvardějský útok na Petrohrad, zhodnotilo sovětské velení situaci jako vhodnou k protiútoku spojenému s novým útokem na Estonsko. Ofenzíva byla zahájena 22. října 1919. Judeničovy jednotky ustoupily na estonské území, kde je estonské velení z obavy před neloajalitou vůči suverénnímu Estonsku nechalo odzbrojit a internovat. Rudá armáda ovšem pokračovala v útoku na Estonsko.
Ve dnech 18.–30. listopadu došlo v oblasti Narvy k nejtvrdším bojům celé estonské osvobozenecké války. Na narevskou frontu byly převeleny téměř všechny estonské jednotky, aby bránily estonské území před početně podstatně silnějším útočníkem. Pozice na narevském předpolí se jim nakonec podařilo udržet, díky čemuž 5. prosince 1919 mohly v Tartu začít mírové rozhovory mezi sovětským Ruskem a samostatným Estonskem. Drobnější boje ještě pokračovaly, 30. prosince se Rudá armáda pokusila ještě o poslední průlom, ale po jeho naprostém neúspěchu přistoupilo sovětské velení 3. ledna 1920 na příměří.

### Tarbatská mírová smlouva
Po zdlouhavých jednáních byla 2. února 1920 v Tartu uzavřena mírová smlouva mezi Estonskem a sovětským Ruskem. Rusko v ní především
uznalo „bezpodmínečnou nezávislost a samostatnost estonského státu, vzdávajíc se dobrovolně a na věčné časy všech mocenských práv, které uplatňovalo Rusko vůči estonskému lidu a zemi státoprávně, jakož i na základě mezinárodních smluv, které nyní ve smyslu zde uvedeném nadále pozbývají své platnosti.“
Rusko se dále zavázalo mimo jiné k zaplacení válečných reparací ve výši 15 miliónů zlatých rublů a k volitelné repatriaci Estonců pobývajících na území Ruska. Uznalo hranici mezi oběma zeměmi přibližně odpovídající linii příměří ze 3. ledna. Estonsko tak získalo strategické Narevské předpolí, osídlené většinovým estonským obyvatelstvem, a další část převážně baltofinskými Setuky osídleného Pečorska.
Přestože Rusko některé své závazky z Tarbatské mírové smlouvy nesplnilo a dnes je zřejmé, že již při podepsání dohody počítalo bolševické vedení s budoucí anexí Estonska, znamenala smlouva první mezinárodní uznání samostatného Estonska de iure a zajišťovala novému státu alespoň několik let klidu od ruské expanzivní politiky.

## Oběti války
V estonské osvobozenecké válce padlo na estonské straně přibližně 5 600 vojáků, 15 000 bylo zraněno, 667 padlo do zajetí. Počty obětí na sovětské straně nejsou známy, přibližně 10 000 rudoarmějců padlo do estonského zajetí. Na straně Zeměbrany nejsou známy počty obětí ani počty zajatých.